# لایزن
لایزن (به آلمانی: Liesen) یک منطقهٔ مسکونی در آلمان است که در هالنبرگ واقع شده‌است. لایزن ۷۸۰ نفر جمعیت دارد.